# Zorzines takahashii
Zorzines takahashii là một loài bướm đêm trong họ Noctuidae.